# The Beginning (Seal)
The Beginning is een nummer van de Britse zanger Seal. Het is de derde single van zijn titelloze debuutalbum uit 1991.
"The Beginning" brengt een boodschap van veerkracht over, om vast te houden aan de liefde en standvastig te blijven ondanks tegenslagen. Het nummer werd in een aantal Europese landen een (bescheiden) hit, waaronder in het Verenigd Koninkrijk. Daar bereikte het de 24e posities. In de Nederlandse Top 40 was het succesvoller met een 10e positie, terwijl de plaat in de Vlaamse Radio 2 Top 30 de 22e positie haalde.